# Synchlora despictata
Synchlora despictata är en fjärilsart som beskrevs av Louis Beethoven Prout 1932. Synchlora despictata ingår i släktet Synchlora och familjen mätare. Inga underarter finns listade i Catalogue of Life.